# محمد أبو ستة
محمد حسن حماد أبو سته (10 نوفمبر 1956), فنان تشكيلي فلسطيني من مواليد خان يونس، عاش المعاناة الفلسطينية والتي انعكست على أعماله الفنية بشكل كبير، لديه الكثير من الأعمال التشكيلية المميزة، يحمل درجة البكالوريوس من كلية الفنون الجميلة جامعة الإسكندرية، تخصص في ااتصوير زيتي كما حصل علي درجة الماجستير من جامعة النجاح الوطنية سنة 1995،
يعمل حاليا مدرساً للفنون في جامعة النجاح الوطنية في نابلس. متزوج ولديه طفل (وليد) 15 سنة.

## المؤهلات العلمية
- درجة البكالوريوس من كلية الفنون الجميلة بالإسكندرية تخصص تصوير زيتي (دراسة 5 سنوات).
- رتبة ماجستير من جامعة النجاح الوطنية عام 1995.

## الخبرات العملية
- مدرس للفنون في مدارس الوكالة لمدة ثلاث سنوات ومشرف على خطة خاصة لتطوير القدرات الفنية لطالب الإعدادية.
- مؤسس قسم الخزف بكلية الخليل الفنية الهندسية ووضع الخطة الكاملة له، والإشراف على تصميم المنشئات الخاصة بالقسم بما يتلاءم وطبيعة الخطة مع لتدريس فيه لمدة سنتين.
- مدرساً للفنون في جامعة النجاح الوطنية منذ 1986 وحتى الآن.

## النشاطات الفنية
- عضواً في الهيئة الإدارية لرابطة الفنانين التشكيليين لأربع فترات متتالية.
- عضواً في الاتحاد العام للفنانين الفلسطينيين.
- عضواً في جمعية الفنانين في قطاع غزة.
- مندوباً عن رابطة الفنانين في الضفة وغزة في إبرام اتفاقية مع وزارة الثقافة المصرية لاشتراك فناني الأرض المحتلة في المعارض الدولية التي تقام سنوياً في مصر عام 1988م.
- مندوباً عن فلسطين في مؤتمر الجرافيك الدولي في برلين 1989م.

## المشاركة في المعارض
- معرض الربيع الفلسطيني 1985م.
- معرض البيئة الفلسطيني 1986م.
- المعرض السنوي التاسع 1986م.
- المعرض السنوي العاشر 1987م.
- معارض أخرى مشتركة في جميع المدن الفلسطينية.جميع معارض جمعية الشبان المسيحية بغزة.
- معارض مشتركة مع فناني الأردن بالمركز الثقافي الملكي 1987م.
- الاشتراك في معرض مهرجان جرش الثقافي 1987 م بناء على دعوة من وزارة الثقافة الأردنية.
- معرض ثنائي «ربيع 1987» بجمعية أصدقاء النجاح مع الفنان كامل المغني.
- معرض ثنائي «أصالة» بالمركز الثقافي الفرنسي بنابلس مع الفنان كامل المغني.
- معرض خاص بجاليري القصر بنابلس 1995م.
- المشاركة في معرض «خمسون عاماً على النكبة» في الناصرة وطولكرم.
- معرض في غزة باستخدام برامج الكمبيوتر 2000.
- معرض شخصي لخمسون عمل فني بجامعة النجاح الوطنية – نابلس 2005.